# Politechnika
Pour l’article homonyme, voir Politechnika (métro de Varsovie).
Le Politechnika (ou SY Politechnika) est un yawl polonais, à coque d'acajou, construit en 1978 sur le chantier naval  J. Conrad Korzeniowski à Gdansk en  Pologne.
Il appartient au Club des étudiants de l'Université technologique de Varsovie.
Son immatriculation de voile est POL 1004.

## Histoire
Ce yawl bermudien a été conçu pour la compétition. C'est un voilier de type Opal IV (Conrad 45) de conception et fabrication polonaise.
Il a participé, en classe D, à la Tall Ships Races 2013 en mer Baltique.